# Triptiek bestemd voor de Gotische Zaal van het stadhuis van Brussel
Triptiek bestemd voor de Gotische Zaal van het stadhuis van Brussel is een satirisch drieluik waarin de schilder-fotograaf Louis Ghémar lacht met de Overwelving van de Zenne onder impuls van burgemeester Jules Anspach. Het doek uit 1868 bevindt zich in het Broodhuis in Brussel (inv. K.1923.5).

## Voorstelling
Het linkerdeel, geschilderd in de stijl van Charles Verlat, is getiteld Burgemeester-saneerder Anspach met het aureool van martelaar of heilige naar keuze (door Verlat). We zien de nu eens heilig verklaarde, dan weer zwartgemaakte burgemeester knielen als een donateur op een schilderij van de Vlaamse Primitieven. Het centrale luik noemde Ghémar De sanering van de Zenne, met lichteffecten naar keuze (door Van Moer). Jean-Baptiste Van Moer was de aquarellist die in opdracht van de burgemeester het te slopen stadsdeel vastlegde in een reeks schilderijen ingekaderd op het stadhuis van Brussel. Ghémar kreeg trouwens dezelfde opdracht maar dan als fotograaf. Het rechterluik kreeg de onvertaalbare titel Le Punch – qui constitue un sain bol ou un symbole, selon qu'on veuille entendre Punch ou Punch (par Vollon). Een gezonde beker punch (sain bol) klinkt in het Frans als een symbool (symbole). Dit deel, dat de schilderende marionet Punch toont, is in de stijl van Antoine Vollon. Het geheel is een soort rebus met verwijzingen naar corruptie, de rol van de pers, enz.

## Musée Ghémar
De zwanzeur Ghémar schilderde het werk in het jaar waarin hij zijn Musée Ghémar opende, met zelfgemaakte parodieën, pastiches en vervalsingen van contemporaine meesters. In 1870 verhuisde het naar de Peterseliestraat, waar hij een stuk Zennecollector kon gebruiken als expositieruimte. Daar kwam het drieluik ongetwijfeld perfect tot zijn recht. Het is beschreven in de catalogus die in dat jaar uitkwam. Tegenwoordig is het triptiek een van de zeldzame bewaarde werken uit het Musée Ghémar.

## Voetnoten
1. ↑  Eliane Van den Ende, Louis Ghémar, fotograaf van de (Belgische) koning …en de Koning van de Zwans, historiek.net, 2 december 2019